# شاکسنبرگ
شاکسنبرگ (به آلمانی: Sachsenburg) یک منطقهٔ مسکونی در اتریش است که در ناحیه اشپیتال آن در دراو واقع شده‌است. شاکسنبرگ ۱٬۴۳۸ نفر جمعیت دارد.

## خواهرخوانده
شهر فرانکنبرگ، زاکسن خواهرخواندهٔ شاکسنبرگ هست.